# Godmania
Godmania Hemsl. es un género con cinco especies de árboles de la familia Bignoniaceae. Se distribuye desde México hasta Brasil.

## Descripción
Son árboles de tamaño pequeño a mediano, con 5 a 9 foliolos. Inflorescencia en forma de una panícula terminal grande corimbosa. Flores con el cáliz pequeño, de menos de 2 mm de largo, ampliamente acampanado, con 5 lóbulos, corola amarilla ventral y el dorsal de color marrón anaranjado con los bordes de los lóbulos inferiores también marrones, urceolados, bilabiados, de menos de 1,6 cm de largo, pubérulas; anteras pubescentes. El fruto una cápsula linear, dehiscente perpendicularmente al tabique, semillas bialadas, con alas hialino membranosas.

## Taxonomía
El género fue descrito por William Botting Hemsley  y publicado en Diagnoses Plantarum Novarum ... Mexicanarum 2: 35. 1879. La especie tipo es: Godmania macrocarpa

## Especies
- Godmania aesculifolia
- Godmania dardanoi
- Godmania luteola
- Godmania macrocarpa
- Godmania uleana